# Statistiche e record del Mantova 1911

## Statistiche di squadra

### Partecipazione ai campionati
Campionati nazionali
| Livello | Categoria                                   | Partecipazioni | Debutto   | Ultima stagione | Totale |
| ------- | ------------------------------------------- | -------------- | --------- | --------------- | ------ |
| 1º      | Prima Categoria                             | 2              | 1919-1920 | 1920-1921       | 13     |
| 1º      | Prima Divisione                             | 4              | 1921-1922 | 1925-1926       | 13     |
| 1º      | Serie A                                     | 7              | 1961-1962 | 1971-1972       | 13     |
| 2º      | Seconda Divisione                           | 1              | 1923-1924 | 1923-1924       | 18     |
| 2º      | Prima Divisione                             | 2              | 1926-1927 | 1927-1928       | 18     |
| 2º      | Serie B                                     | 15             | 1946-1947 | 2024-2025       | 18     |
| 3º      | Prima Divisione                             | 7              | 1928-1929 | 1934-1935       | 45     |
| 3º      | Serie B-C Alta Italia                       | 1              | 1945-1946 | 1945-1946       | 45     |
| 3º      | Serie C                                     | 24             | 1935-1936 | 2023-2024       | 45     |
| 3º      | Serie C1                                    | 10             | 1978-1979 | 2004-2005       | 45     |
| 3º      | Lega Pro                                    | 3              | 2014-2015 | 2016-2017       | 45     |
| 4º      | Serie C2                                    | 14             | 1982-1983 | 2003-2004       | 24     |
| 4º      | Lega Pro Seconda Divisione                  | 3              | 2011-2012 | 2013-2014       | 24     |
| 4º      | IV Serie                                    | 3              | 1954-1955 | 1956-1957       | 24     |
| 4º      | Campionato Interregionale - Prima Categoria | 1              | 1957-1958 | 1957-1958       | 24     |
| 4º      | Serie D                                     | 3              | 2017-2018 | 2019-2020       | 24     |
| 5º      | Campionato Nazionale Dilettanti             | 2              | 1995-1996 | 1996-1997       | 3      |
| 5º      | Serie D                                     | 1              | 2010-2011 | 2010-2011       | 3      |

Il Mantova ha partecipato ai massimi tornei del Comitato Regionale Emiliano nelle annate 1919-20 e 1994-95 e al Campionato Alta Italia nella stagione 1943-44, che fu un torneo calcistico disputatosi nei territori della Repubblica Sociale Italiana.
Campionati regionali
| Livello | Categoria       | Partecipazioni | Debutto   | Ultima stagione | Totale |
| ------- | --------------- | -------------- | --------- | --------------- | ------ |
| I       | Eccellenza      | 1              | 1994-1995 | 1994-1995       | 2      |
| I       | Prima Categoria | 1              | 1914-1915 | 1914-1915       | 2      |

- 1 campionato di Eccellenza dell'Emilia-Romagna
- 1 campionato di Prima Categoria Regionale

### Partecipazione alle coppe
| Competizione                    | Partecipazioni | Debutto   | Ultima stagione | Totale |
| ------------------------------- | -------------- | --------- | --------------- | ------ |
| Coppa Italia                    | 29             | 1926-1927 | 2019-2020       | 29     |
| Coppa Italia Semiprofessionisti | 8              | 1973-1974 | 1980-1981       | 38     |
| Coppa Italia Serie C            | 21             | 1981-1982 | 2004-2005       | 38     |
| Coppa Italia Lega Pro           | 9              | 2011-2012 | 2023-2024       | 38     |
| Coppa Italia Serie D            | 4              | 2010-2011 | 2019-2020       | 4      |
| Poule Scudetto                  | 3              | 1995-1996 | 2010-2011       | 3      |

## Statistiche individuali

### Lista dei capitani
| Calciatore            | Ruolo | Stagioni al club                            | Stagioni da capitano      | Presenze | Reti |
| --------------------- | ----- | ------------------------------------------- | ------------------------- | -------- | ---- |
| …                     |       |                                             |                           |          |      |
| Renzo Longhi          | D/C   | 1953-1963                                   | 1960-1963 (3)             | 208      | 10   |
| Sergio Pini           | D     | 1959-1965                                   | 1963-1965 (3)             | 167      | 0    |
| Gustavo Giagnoni      | D     | 1957-1964 e 1965-1968                       | 1965-1968 (3)             | 295      | 33   |
| Dante Micheli         | C     | 1955-1959 e 1967-1973                       | 1968-1971 e 1972-1973 (4) | 260      | 42   |
| Ugo Tomeazzi          | C/A   | 1963-1972                                   | 1971-1972 (1)             | 211      | 19   |
| …                     |       |                                             |                           |          |      |
| Ivan Bertuolo         | D     | 1971-1974                                   | 1973-1974 (1)             | 93       | 1    |
| …                     |       |                                             |                           |          |      |
| Bortolo Mutti         | A     | 1984-1987                                   | 1984-1987 (3)             | 96       | 28   |
| Nadir Brocchi         | P     | 1980-1989                                   | 1987-1988 (1)             | 198      | 0    |
| Andrea Agostinelli    | D     | 1988-1990                                   | 1988-1990 (2)             | 60       | 7    |
| …                     |       |                                             |                           |          |      |
| Claudio Bazeu         | D     | 1989-1990 e 1991-1993                       | 1992-1993 (1)             | 74       | 3    |
| Ezio Rossi            | D     | 1993-1994                                   | 1993-1994 (1)             | 26       | 1    |
| Luciano Benetti       | D     | 1991-1997                                   | 1994-1997 (3)             | 170      | 46   |
| Ivano Martini         | D     | 1991-1998                                   | 1997-1998 (1)             | 204      | 31   |
| Pierangelo Avanzi     | C     | 1983-1987 e 1994-1999                       | 1998-1999 (1)             | 233      | 19   |
| Oscar Lasagni         | C     | 1998-2000                                   | 1999-2001 (2)             | 62       | 1    |
| Silvio Della Giovanna | A     | 1997-1999 e 2000-2002                       | 2001-2002 (1)             | 120      | 50   |
| David Giubilato       | D     | 2002-2003                                   | 2002-2003 (1)             | 45       | 5    |
| Gabriele Graziani     | A     | 2000-2007 e 2010-2012                       | 2003-2004 (1)             | 254      | 83   |
| Mattia Notari         | D     | 2002-2010                                   | 2004-2010 (7)             | 255      | 1    |
| Manuel Spinale        | C     | 2003-2014                                   | 2010-2014 (4)             | 375      | 21   |
| Matteo Paro           | C     | 2014-2015                                   | 2014-2015 (1)             | 29       | 2    |
| Gaetano Caridi        | C/A   | 2002-2010 e 2014-2017                       | 2015-2017 (2)             | 349      | 61   |
| Salvatore Ferraro     | D     | 2017                                        | 2017 (1)                  | 13       | 0    |
| Lucas Correa          | C     | 2017-2018                                   | 2017-2018 (1)             | 28       | 10   |
| Matías Cuffa          | C     | 2018-2019                                   | 2018-2019 (1)             | 35       | 5    |
| Cristian Altinier     | A     | 2001-2004, 2005-2006, 2006-2008 e 2018-2020 | 2019-2020 (1)             | 107      | 31   |
| Filippo Guccione      | A     | 2019-2023                                   | 2020-2023 (3)             | 132      | 45   |
| Salvatore Burrai      | C     | 2023-                                       | 2023- (1)                 | 17       | 2    |
|                       |       |                                             |                           |          |      |

Dati aggiornati al 12 gennaio 2024.

### Record

#### Presenze
- 375  Manuel Spinale (2003-2014)
- 349  Gaetano Caridi (2002-2010, 2014-2017)
- 336  Mirko Bellodi (1996-1998, 2000-2012)
- 331  Ennio Vaini (1928-1943)
- 295  Gustavo Giagnoni (1957-1964, 1965-1968)
- 271  Nicola Lampugnani (1990-2005)
- 260  Ermanno Frattini (1932-1937, 1938-1949)

260  Dante Micheli (1955-1959, 1967-1973)
- 254  Gabriele Graziani (2000-2007, 2010-2012)
- 233  Pierangelo Avanzi (1983-1987, 1994-1999)

| Serie A - 141 Gustavo Giagnoni (1961-1964, 1966-1968) - 118 Sergio Pini (1961-1965) - 110 Beniamino Cancian (1961-1965) - 94 Ermanno Tarabbia (1961-1965) - 93 Dino Zoff (1963-1965, 1966-1967) - 91 Italo Mazzero (1961-1965) - 89 Ugo Tomeazzi (1963-1965, 1966-1968, 1971-1972) - 85 Carlo Morganti (1961-1964) - 84 Torbjörn Jonsson (1963-1965, 1966-1967) - 73 Ettore Recagni (1961-1964) | Serie B - 178 Emiliano Tarana (2005-2010) - 172 Manuel Spinale (2005-2010) - 170 Mattia Notari (2005-2010) - 169 Gaetano Caridi (2005-2010) - 151 Claudio Grauso (2005-2010) - 122 Ugo Tomeazzi (1965-1966, 1968-1971) - 114 Dante Micheli (1968-1971, 1972-1973) - 108 Stefano Sacchetti (2005-2009) - 101 Luigi Ossola (1960-1961, 1965-1966, 1968-1971) - 100 Denis Godeas (2007-2009) |

#### Reti
| Campionato - 80 Gabriele Graziani (2000-2007, 2010-2012) - 71 Ermanno Frattini (1932-1937, 1938-1949) - 67 Walter Mantovani (1939-1944) - 61 Giorgio Agostinelli (1919-1927) 61 Gaetano Caridi (2002-2010, 2014-2017) - 54 Napoleone Moretti (1927-1944) - 52 Sauro Frutti (1977-1981) - 50 Silvio Dellagiovanna (1997-1999, 2000-2002) - 48 Giuseppe Marmiroli (1937-1942, 1949-1953) 48 Ettore Recagni (1957-1959, 1960-1964) | Coppa Italia - 7 Ettore Recagni (1958-1959, 1960-1964) - 5 Walter Mantovani (1939-1941) 5 Italo Mazzero (1961-1965) - 4 Ermanno Frattini (1935-1937, 1938-1941) - 3 Gaetano Caridi (2005-2010) 3 Gustavo Giagnoni (1958-1964, 1965-1968) 3 Giuseppe Marmiroli (1937-1941) - 2 Ermanno Cristin (1972-1973) 2 Giancarlo Danova (1969-1970) 2 Fabio Enzo (1968-1969) 2 Alido Grisanti (1938-1941) 2 Bruno Nicolè (1963-1964) 2 Luigi Sanseverino (1969-1970) 2 Filippo Guccione (2019-2023) |

| Serie A - 29 Angelo Benedicto Sormani (1961-1963) - 19 Italo Mazzero (1961-1965) - 13 Torbjörn Jonsson (1963-1965, 1966-1967) - 12 Ettore Recagni (1961-1964) - 10 Anton Allemann (1961-1963) - 9 Nicola Ciccolo (1964-1965) - 8 Beniamino Di Giacomo (1964-1965, 1966-1968) 8 Luigi Simoni (1962-1964) - 6 Sauro Petrini (1971-1972) 6 Ugo Tomeazzi (1963-1965, 1966-1968, 1971-1972) | Serie B - 43 Denis Godeas (2007-2009) - 39 Gaetano Caridi (2005-2010) - 26 Bruno Porcelli (1946-1948) - 23 Renzo Uzzecchini (1959-1961) - 18 Giorgio Blasig (1969-1971) - 17 Giorgio Corona (2007-2009) - 17 Alessandro Noselli (2005-2008) - 15 Emiliano Tarana (2005-2010) - 14 Beniamino Di Giacomo (1965-1966) - 13 Alberto Spelta (1968-1970) 13 Ugo Tomeazzi (1965-1966, 1968-1971) |

Dati aggiornati al 27 marzo 2024.